# Serra de Torroja
La Serra de Torroja és una serra situada al municipi de la Granadella a la comarca de les Garrigues, amb una elevació màxima de 527 metres.